# Soosan Firooz
Soosan Firooz (também Susan Feroz) é uma actriz e rapper do Afeganistão. Ela tem sido descrita como a primeira mulher rapper do Afeganistão. Ela é uma figura controversa, desafiando as normas sociais e o papel tradicional das mulheres afegãs.
Firooz nasceu no Afeganistão. A sua família fugiu do país e viveu num campo de refugiados iranianos durante sete anos durante a Guerra Civil do Afeganistão na década de 1990. No Irão, teve que enfrentar a hostilidade dos iranianos e não pôde frequentar a escola com regularidade devido a meandros burocráticos. A sua família, em seguida, passou três anos no Paquistão, novamente como refugiados.
Após a queda dos talibãs, Firooz e a família voltaram para o Afeganistão. Eles se mudaram para Kandahar, em 2003, onde o seu pai tinha conseguido um emprego. Ela trabalhou lado a lado com os seus irmãos em tecelagem de tapetes. Em 2011, a família mudou-se para Kabul e ela se tornou uma actriz, tendo pequenos papéis na televisão local, novelas e filmes.
Firooz pediu e recebeu permissão para cantar rap do seu pai, Abdul Ghafar Firooz. Ela chamou a atenção do músico afegãos Farid Rastagar, que tem promovido ela e compôs o seu primeiro single. Firooz canta rap em Dari. O seu primeiro single, "Nossos Vizinhos", foi lançado em 2012. A música explora a situação dos refugiados afegãos em termos austeros. Ela foi composta por Rastagar, com letra escrita pelo poeta Suhrab Sirat. A sua canção, "Naqisul Aql" significa "mentalmente perturbada" e é um epíteto usado contra as mulheres no Afeganistão.
Firooz vive com sua família no norte de Cabul. Ela foi ameaçada com ataques com ácido, com sequestro, e ameaças de morte. A sua mãe, que faz trabalho humanitário no sul do Afeganistão, também recebeu ameaças de morte. O seu pai entregou o seu emprego no departamento de electricidade e actua como seu gerente e guarda-costas, acompanhando a filha para os estúdios. Por outro lado, o seu tio cortou relações com a sua família devido à desaprovação relativamente a Firooz aparecer na televisão e canta.
Firooz actuou durante três dias num festival de música, em Cabul, em outubro de 2012.